# Molaly
Molaly är en ort i Kazakstan.   Den ligger i oblystet Almaty, i den östra delen av landet, 800 km sydost om huvudstaden Astana. Molaly ligger 445 meter över havet och antalet invånare är 707.
Terrängen runt Molaly är platt åt nordväst, men åt sydost är den kuperad. Runt Molaly är det mycket glesbefolkat, med 4 invånare per kvadratkilometer. Trakten runt Molaly består i huvudsak av gräsmarker.